# Élise Delzenne
Élise Delzenne (* 28. Januar 1989 in Lesquin) ist eine ehemalige französische Radrennfahrerin. Ihr größter Karriereerfolg war der Gewinn der französischen Straßenmeisterschaft im Jahr 2013.

## Sportlicher Werdegang

### Radsport (Elite)
Élise ist die Tochter von Sylvie, geb. Dassonneville, und Philippe Delzenne, die beide Radtourenfahren bestritten. Sie wuchs in Nomain auf, nahe der Grenze zu Belgien.
Delzenne war seit 1999 im Radsport aktiv, zunächst im Verein von Orchies. Sie nahm an mehreren Radtourenfahrten teil. Mit zwölf Jahren bestritt sie Wettkämpfe der Union française des œuvres laïques d'éducation physique. 2004 wurde sie Mitglied des Entente sportive des enfants de Gayant de Douai und nahm an Wettbewerben der Fédération Française de Cyclisme teil. 2005 gewann sie die Silbermedaille bei der französischen Jugendmeisterschaft im Punktefahren. Noch im selben Jahr belegte sie den elften Platz auf der Straße in Pont-du-Fossé.
2006 wurde Delzenn für die Straßen-Europameisterschaften in Valkenburg aan de Geul nominiert. 2007 war sie Mitglied im Juniorenteam Wasquehal, in dem sie von Hervé Boussard trainiert wurde. Im Juni wurde sie französische Meisterin der Juniorinnen im Punktefahren in Hyères. Sie belegte auch den vierten Platz in der Einerverfolgung, bewertete dieses Ergebnis aber persönlich als eine Enttäuschung. Danach gewann sie die französischen Straßenmeisterschaften der Junioren im Sprintfinale und wurde Vierte im Einzelzeitfahren in Mussidan.
Nach ihrem Nationaltitel und dem Erwerb ihres Abiturs beschloss Élise Delzenne, im Wettkampf zu pausieren, um sich auf ihr Studium zu konzentrieren. Sie studierte Ingenieur-Assistenz in Armentières und erhielt 2009 ein Brevet de Technicien Supérieur, vergleichbar mit einem Bachelor (FH). Anschließend war sie an der Textil-Ingenieur-Hochschule ENSAIT. Dort absolvierte sie eine duale Ausbildung bei der PGI Nordlys in Bailleul. Während dieser Pause betrieb sie weiter Sport und nahm 2010 am Marathon La route du Louvre teil.

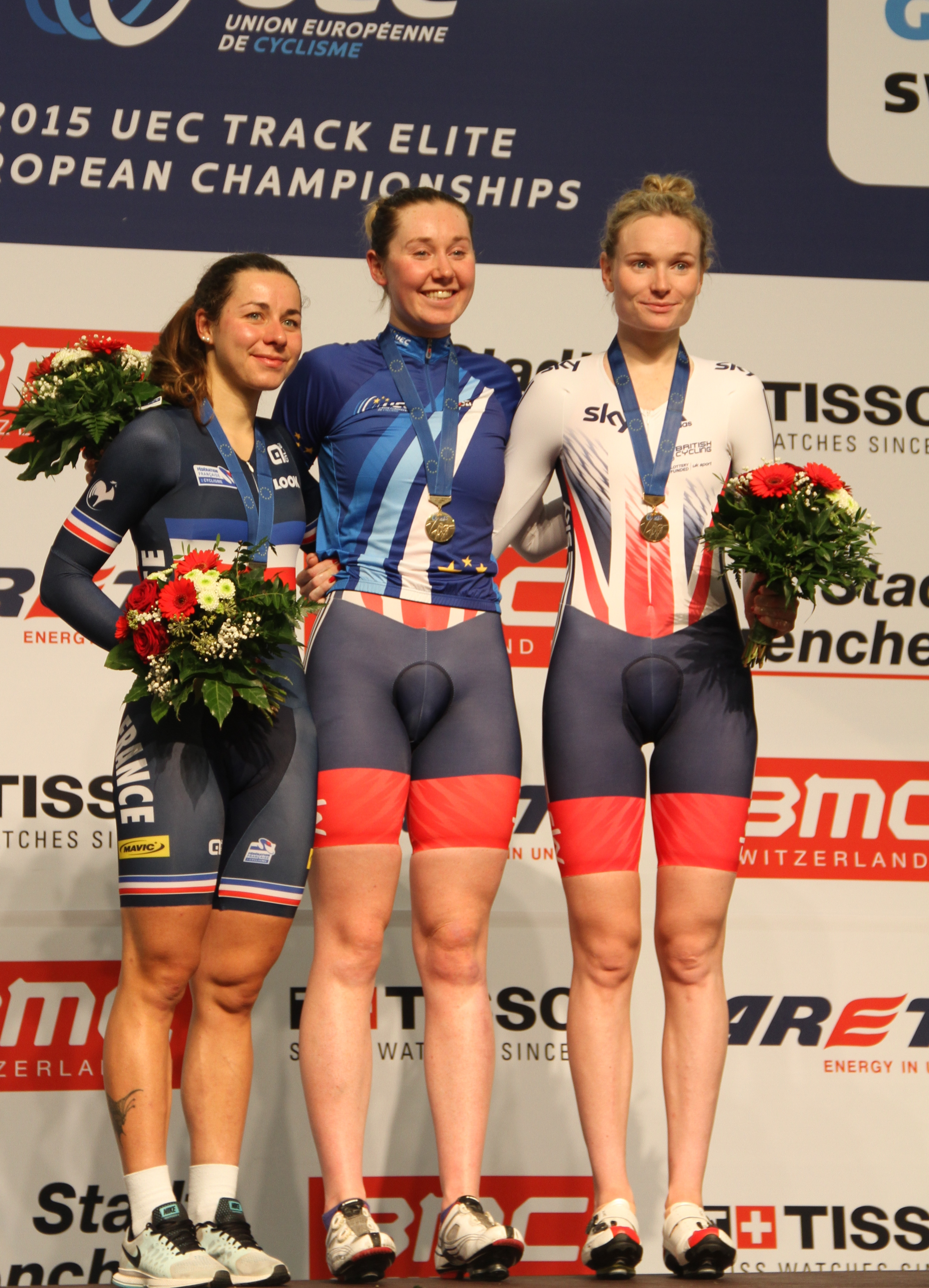
Siegerehrung Einerverfolgung den Bahn-Europameisterschaften 2015

Im Jahr 2012 kehrte Delzenne in den Radsport zurück und platzierte sich mehrmals bei Rennen des nationalen belgischen Kalenders. Bei der französischen Meisterschaft in Saint-Amand-les-Eaux in der Nähe ihrer Heimat hatte sie weniger Erfolg. Sie stürzte ein erstes Mal während des Einzelzeitfahrens und wurde 18., dann ein zweites Mal im Straßenrennen einen Kilometer vor dem Ziel im Kampf um den dritten Platz. Auf der Bahn gewann sie die Bronzemedaille bei der französischen Meisterschaft im Omnium in Bordeaux. Außerdem wurde sie Vierte im Punktefahren und Fünfte in der Einerverfolgung in Hyères.
Nach dem Abschluss ihres Ingenieurstudiums wurde sie als Qualitätsingenieur von einer Wäscherei in Soissons eingestellt.
2013 wechselte Delzenne zum französischen UCI Women’s Team Bourgogne Pro-Dialog. Wie im Jahr zuvor belegte sie den dritten Platz bei den nationalen Omniummeisterschaften in Roubaix. Sie holte gute Ergebnisse bei den verschiedenen Rennen im französischen Cup: in Pujols, in Ain und Plumelec. Sie wurde 19. bei Gent–Wevelgem und belegte den siebten Platz der Gesamtwertung des Grand Prix Elsy Jacobs. Im Juni 2013 wurde sie französische Meisterin auf der Straße in Lannilis. Sie war die Schnellste im Sprint der Spitzengruppe.
Zum Ende der Saison verließ sie diese Mannschaft und unterschrieb einen Vertrag beim Team Specialized-lululemon. Bei Molecaten Drentse 8, wo ihre Teamkollegin Chantal Blaak siegte, wurde sie Zwölfte. Anfang Mai belegte sie den vierten Platz der Ronde van Overijssel, wo ihre Teamkollegin Lisa Brennauer gewann. Anschließend nahm sie an der britischen The Women’s Tour teil. Auf der ersten Etappe war sie allein während 25 km auf der Flucht, wurde aber auf dem letzten Kilometer eingeholt. Aufgrund von Zeitgutschriften war sie Fünfte der Gesamtwertung.
Bei der nationalen Meisterschaft war sie erneut Vierte des Einzelzeitfahrens, eine Sekunde hinter Aude Biannic. Auf der Straße konnte sie nicht der entscheidenden Flucht folgen. Sie wurde Zweite des Hauptfeldes im Sprintfinale und belegte den zehnten Platz. Nach dem Rennen gestand sie, taktische Fehler gemacht zu haben.
Im Juli nahm sie an der Thüringen-Rundfahrt teil und half dort ihren Teamkolleginnen Evelyn Stevens und Lisa Brennauer den Sieg bzw. dritten Platz der Gesamtwertung zu erreichen. An der Straßenweltmeisterschaft 2014 nahm sie in der französischen Nationalmannschaft um die spätere Weltmeisterin Pauline Ferrand-Prévot teil und wurde selbst 43.
Auf der Bahn gewann sie bei der französischen Meisterschaft den Titel im Punktefahren und die Silbermedaillen in der Einerverfolgung sowie im Scratch. Mit der regionalen Mannschaft gewann sie auch die Bronzemedaille der Mannschaftsverfolgung. Nach der Winterpause nahm sie am International Belgian Open teil und errang den Sieg im Punktefahren sowie den zweiten Platz in der Einerverfolgung.

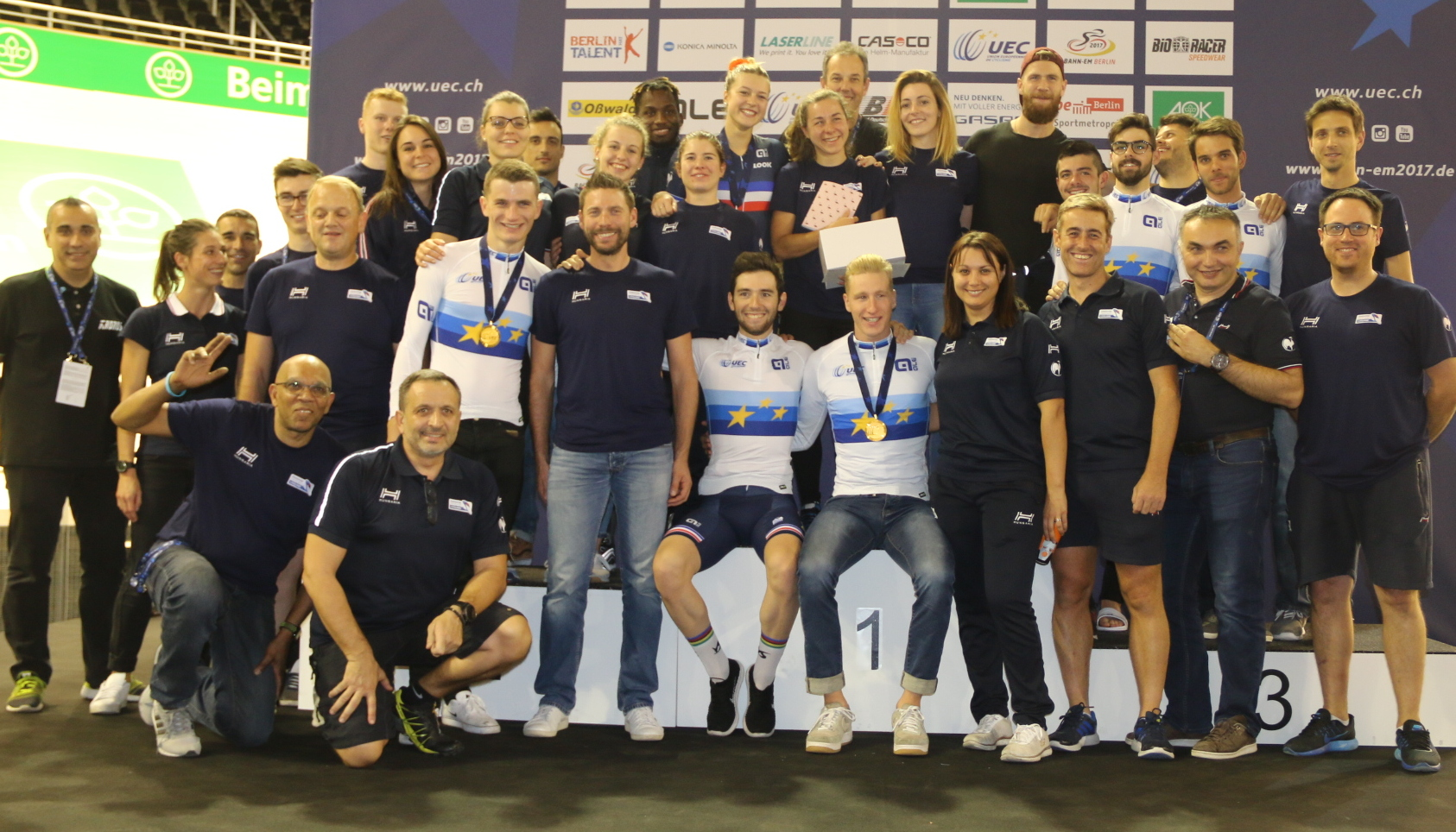
Französische Nationalmannschaft bei den Bahn-Europameisterschaften 2017

Im Jahr 2015 wurde Delzenne für die Bahnweltmeisterschaft im Punktefahren, in der Einerverfolgung und der Mannschaftsverfolgung nominiert. Sie belegte den vierten Platz des Punktefahrens und den neunten Platz der Einerverfolgung. Sie gab an, das Verfolgungsrennen zu schnell angegangen und so für ihre Unerfahrenheit bezahlt zu haben. Im April gewann sie Dwars door de Westhoek nach einer 40 km langen Flucht. Bei der zweiten Etappe der Gracia Orlová griff sie mit Lara Vieceli 4 km vor dem Ziel an. Sie besiegte sie dann im Sprint. Sie wurde noch Zweite bei der Erondegemse Pijl hinter Thalita de Jong. Sie nahm an der Straßenweltmeisterschaft 2015 teil, stürzte und gab auf. Auf der Bahn gewann sie bei der französischen Meisterschaft drei Titel: im Punktefahren, Einerverfolgung und Scratch. Bei den Bahn-Europameisterschaften 2015 bekam sie die Silbermedaille in Punktefahren, hinter Katarzyna Pawłowska, und Einerverfolgung, hinter Katie Archibald.
Ende Mai 2016 hatte sie ein besonders erfolgreiches Wochenende. Am Freitag belegte sie den zweiten Platz beim Grand Prix de Plumelec-Morbihan Dames; am Samstag Dritte vom Grand Prix de Plumelec und am Sonntag Dritte von Gooik-Geraardsbergen-Gooik, alle drei UCI-Rennen. Trotzdem bekam sie keinen Platz in der Mannschaft für die Olympischen Spiele. Bei der nationalen Meisterschaft griff sie 60 km vor dem Ziel an. Sie hatte noch fast zwei Minuten Vorsprung 25 km vor dem Ende mit einer desorganisierten Verfolgergruppe hinter sich, als sie einen Platten bekam. Wegen der Reparaturdauer verlor sie ihren Vorsprung und wurde schließlich Fünfte. Im August gewann sie die Einzelzeitfahren der Trophée d’Or und erreichte den Gesamtsieg. Auf der Bahn verteidigte sie die nationalen Meistertitel in Punktefahren und Einerverfolgung.
Im Mai 2017 siegte sie im Sprint der zweiten Etappe des Festivals luxembourgeois du Cyclisme Féminin Elsy Jacobs. Im September erklärte Delzenne ihren Rücktritt vom Leistungssport. Nach ihrem letzten Rennen, der Einerverfolgung bei den Bahn-Europameisterschaften 2017, wurde sie beim Btwin Women's Road Bike Team als Textilingenieurin im Bereich Straßenradsportbekleidung für Frauen tätig. In diesem letzten Wettbewerb belegte sie Rang zehn.

### Paracycling
2022 startete Élise Delzenne bei den Paracycling-Bahnweltmeisterschaften nahe Paris als Pilotin der sehbehinderten Anne Sophie Centis und errang gemeinsam mit ihr die Bronzemedaille in der Verfolgung sowie eine weitere im Mixed-Teamsprint.

## Erfolge

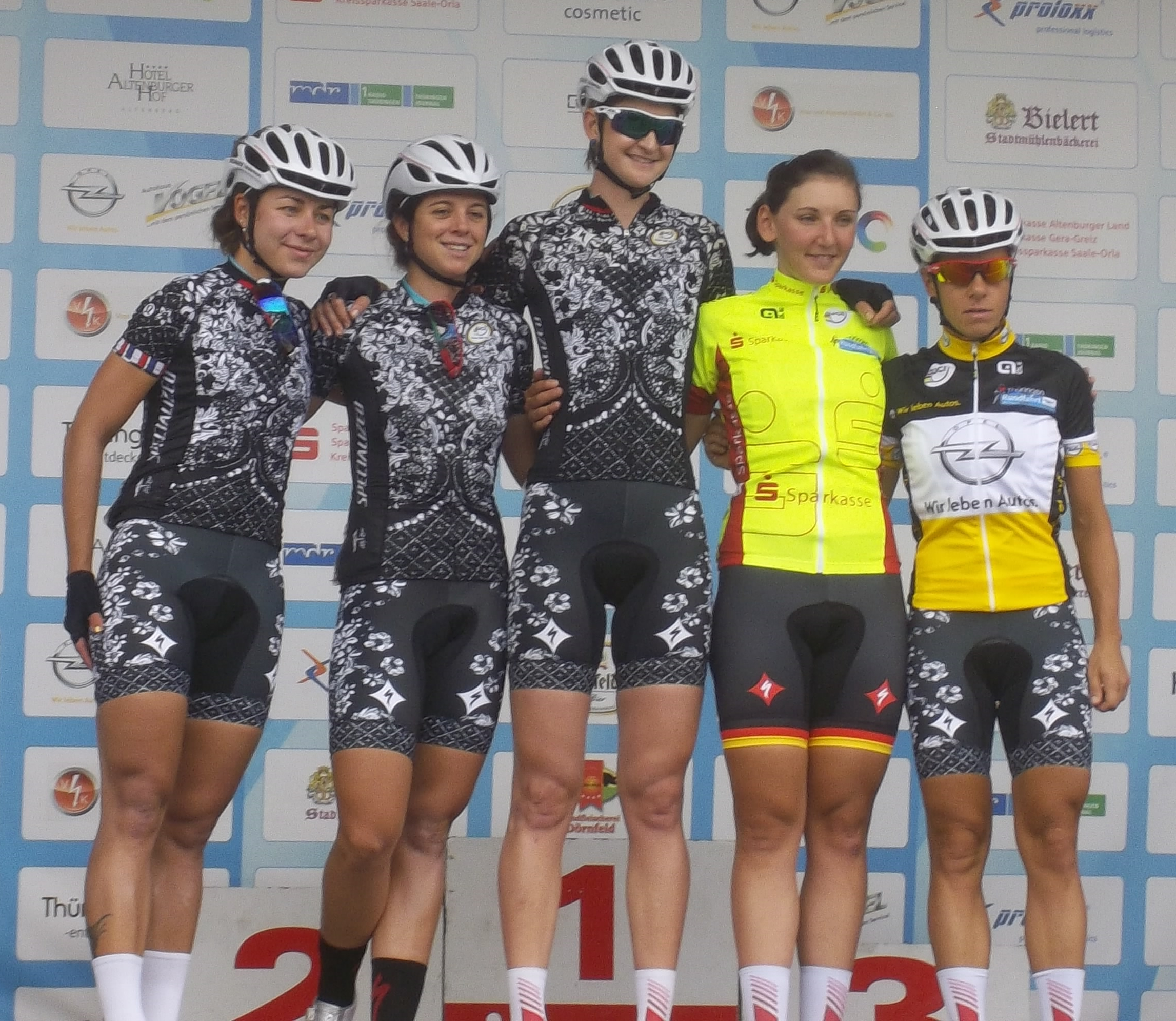
Auf dem Podium der Thüringen-Rundfahrt (links auf dem Bild)

### Bahn
2005
 Französische Meisterschaft – Punktefahren (Jugend)
2007
 Französische Bahn-Meisterin – Punktefahren (Junioren)
2012
 Französische Meisterschaft – Omnium
2013
 Französische Meisterschaft – Omnium
2014
 Französische Meisterin – Punktefahren
International Belgian Open – Punktefahren
 Französische Meisterschaft – Einerverfolgung
 Französische Meisterschaft – Scratch
 Französische Meisterschaft – Mannschaftsverfolgung
2015
 Europameisterschaft – Punktefahren, Einerverfolgung
 Französische Meisterin – Punktefahren
 Französische Meisterin – Einerverfolgung
 Französische Meisterin – Scratch
 Französische Meisterschaft – Mannschaftsverfolgung
2016
 Französische Meisterin – Punktefahren
 Französische Meisterin – Einerverfolgung
 Bahnrad-Weltcup in Glasgow – Scratch
 Französische Meisterschaft – Mannschaftsverfolgung

### Straße
2007
 Französische Meisterin – Straßenrennen (Junioren)
2013
 Französische Meisterin – Straßenrennen
2015
eine Etappe Gracia Orlová
Dwars door de Westhoek
2016
Trophée d’Or
2017
eine Etappe Festival Elsy Jacobs

### Paracycling
- Weltmeisterschaft – Verfolgung (als Pilotin von Anne Sophie Centis), Teamsprint (Mixed) mit Anne Sophie Centis, Alexandre Lloveras und Maxime Gressier (Pilot))

## Teams
- 2013 Bourgogne-Pro Dialog
- 2014 Specialized-lululemon
- 2015 Velocio-SRAM
- 2016 Lotto Soudal Ladies
- 2017 Lotto Soudal Ladies